# Ringe
Ringe és una ciutat danesa de l'illa de Fiònia, és la capital del municipi de Faaborg-Midtfyn que forma part de la regió de Syddanmark, ambdós creats l'1 de gener del 2007 com a part d'una reforma territorial. La ciutat ocupa una posició central a l'illa i és a uns 20 km d'Odense i a 22 km de Svendborg.

## Història
Fins al segle xix Ringe havia estat només un petit caseriu al centre de l'illa de Fiònia, el lloc apareix citat per primera vegada el 1322 sota el nom de Rethingh i el 1513 ja apareix amb el nom actual. El desenvolupament va arribar amb el ferrocarril que va convertir Ringe en un node central de les línies fèrries de Fiònia entre Odense, Svendborg, Faaborg i Nyborg. La línia Odense-Svendborg es va establir el 1876, la connexió amb Faaborg el 1876 i l'enllaç amb Nyborg el 1897.